# Kombae-ryŏng
Kombae-ryŏng (koreanska: 곰배령) är ett bergspass i Sydkorea.   Det ligger i provinsen Gangwon, i den norra delen av landet, 140 km öster om huvudstaden Seoul. Kombae-ryŏng ligger 1 099 meter över havet.
Terrängen runt Kombae-ryŏng är huvudsakligen kuperad, men norrut är den bergig. Kombae-ryŏng ligger uppe på en höjd. Runt Kombae-ryŏng är det glesbefolkat, med 19 invånare per kvadratkilometer. I omgivningarna runt Kombae-ryŏng växer i huvudsak blandskog.